# Berlínský maraton

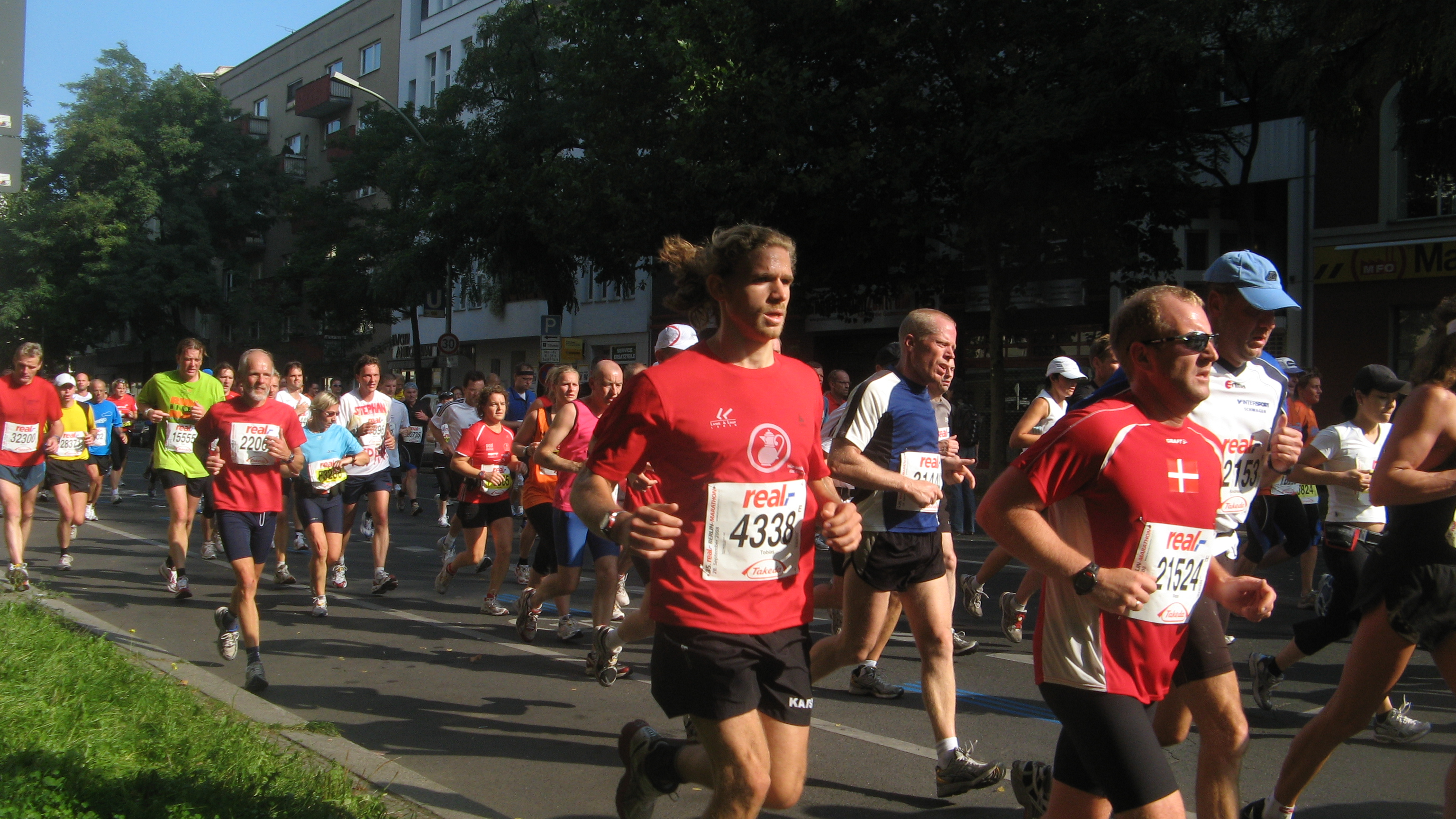
Berlínský maraton

Berlínský maraton patří k nejznámějším, největším a také nejrychlejším maratonským závodům. První běh se uskutečnil roku 1974, od té doby se běh stal součástí sportovního života města. Běh se uskutečňuje zpravidla poslední neděli měsíce září.

## Vývoj berlínského běhu
Bylo-li roku 1974 napočítáno jen 240 účastníků, dosahuje jejich počet v posledních letech čísla mezi 30 000 a 40 000 (jako např. 25. září 2005). Normální maratonský běh je v posledních letech též doprovázen dalšími: maratonem pro děti a mladistvé (od roku 1989), pro vozíčkáře i inline bruslaře. Novinkou běhu roku 2006 bylo, že Berlín přistoupil jako pořadatel sdružení World Marathon Majors a podtrhl tím svůj nárok patřit k nejznámějším běhům na světě.
V Berlíně bylo vytvořeno i několik světových rekordů a dalších významných časů. V soutěži mužů to byl
- Ronaldo de Costa (Brazílie), 1998, čas 2:06.05
- Paul Tergat (Keňa), 2003, čas 2:04:55
- Haile Gebrselassie (Etiopie), 30. září 2007, čas 2:04:26 (bývalý světový rekord)
- Haile Gebrselassie (Etiopie), 28. září 2008, čas 2:03:59 (bývalý světový rekord)
- Patrick Makau (Keňa), 25. září 2011, čas 2:03:38 (bývalý světový rekord)
- Wilson Kipsang (Keňa), 29. září 2013, čas 2:03:23 (světový rekord)
- Dennis Kimetto (Keňa) 30. září 2014, čas 2:02:57 (světový rekord)
- Eliud Kipchoge (Keňa) 16. září 2018, čas 2:01:39

v soutěži žen pak mimo jiné
- Christa Vahlensiecková (SRN), 1977, čas 2:34.47
- Tegla Loroupeová (Keňa), 26. září 1999, čas 2:20.43
- Naoko Takahašiová (Japonsko), 2001, čas 2:19.46

34. ročník běhu, který se konal 30. září 2007, byl v několika ohledech rekordním, a to nejen proto, že v disciplíně mužů zde byl vytvořen nový světový rekord. Počet diváků dosáhl dle údajů pořadatelů kolem jednoho milionu, kteří (spolu s 5 900 dobrovolnými pomocníky) podporovali 60 000 sportovců (40 215 dospělých běžců, 10 000 školáků a 9 000 dalších) z 115 zemí; na okraj: účastníkům běhu bylo vydáno 1 milion nápojů, 135 000 banánů, 80 000 sucharů, 35 000 jablek, 10 000 jogurtů a 7 500 kilogramů nudlí.

### Počet účastníků
Následující tabulka obsahuje čísla o účasti všech ročníků maratonu, a sice počet přihlášených účastníků a počet těch, kteří proběhli cílem (jedná se přitom vždy o počet účastníků všech disciplín).
| Rok  | Přihlášeno | V cíli | Rok  | Přihlášeno | V cíli | Rok  | Přihlášeno | V cíli |
| 1974 | 286        | 244    | 1975 | 325        | 235    | 1976 | 397        | 320    |
| 1977 | 293        | 230    | 1978 | 256        | 197    | 1979 | 285        | 222    |
| 1980 | 363        | 294    | 1981 | 3 486      | 2 583  | 1982 | 4 686      | 3 486  |
| 1983 | 6 270      | 5 136  | 1984 | 8 834      | 7 315  | 1985 | 11 814     | 9 840  |
| 1986 | 13 862     | 11 481 | 1987 | 15 461     | 12 724 | 1988 | 16 116     | 13 156 |
| 1989 | 16 410     | 13 433 | 1990 | 25 000     | 22 861 | 1991 | 18 909     | 14 850 |
| 1992 | 17 188     | 13 350 | 1993 | 17 285     | 14 271 | 1994 | 16 121     | 12 426 |
| 1995 | 16 677     | 13 314 | 1996 | 19 532     | 16 643 | 1997 | 18 514     | 15 502 |
| 1998 | 27 621     | 22 533 | 1999 | 27 192     | 22 973 | 2000 | 34 090     | 28 824 |
| 2001 | 37 795     | 31 116 | 2002 | 41 376     | 32 474 | 2003 | 48 424     | 38 417 |
| 2004 | 44 728     | 34 399 | 2005 | 48 170     | 36 837 | 2006 |            | 36 122 |

### Přehled vítězů
Následující tabulka ukazuje vítěze (muži a ženy) hlavního maratonského běhu:
| Rok  | Čas        | Vítěz              | Čas     | Vítězka              |
| ---- | ---------- | ------------------ | ------- | -------------------- |
| 2019 | 2:01:41    | Kenenisa Bekele    | 2:20:14 | Ashete Bekere        |
| 2018 | 2:01:39 WR | Eliud Kipchoge     | 2:18:11 | Gladys Cherono       |
| 2017 | 2:03:32    | Eliud Kipchoge     | 2:20:23 | Gladys Cherono       |
| 2016 | 2:03:03    | Kenenisa Bekele    | 2:20:45 | Aberu Kebede         |
| 2015 | 2:04:00    | Eliud Kipchoge     | 2:19:25 | Gladys Cherono       |
| 2014 | 2:02:57    | Dennis Kimetto     | 2:20:18 | Tirfi Tsegaye        |
| 2013 | 2:03:23    | Wilson Kipsang     | 2:21:13 | Florence Kiplagatová |
| 2012 | 2:04:15    | Geoffrey Mutai     | 2:20:30 | Aberu Kebede         |
| 2011 | 2:03:38    | Patrick Makau      | 2:19:44 | Florence Kiplagatová |
| 2010 | 2:05:08    | Patrick Makau      | 2:23:58 | Aberu Kebede         |
| 2009 | 2:06:08    | Haile Gebrselassie | 2:24:46 | Atsede Habtamu       |
| 2008 | 2:03:59    | Haile Gebrselassie | 2:19:19 | Irina Mikitenko      |
| 2007 | 2:04:26    | Haile Gebrselassie | 2:23:17 | Gete Wamiová         |
| 2006 | 2:05:56    | Haile Gebrselassie | 2:21:34 | Gete Wamiová         |
| 2005 | 2:07:41    | Philip Manyim      | 2:19:12 | Mizuki Nogučiová     |
| 2004 | 2:06:44    | Felix Limo         | 2:19:41 | Yoko Shibui          |
| 2003 | 2:04:55    | Paul Tergat        | 2:26:32 | Yasuko Hashimoto     |
| 2002 | 2:06:47    | Raymond Kipkoech   | 2:21:49 | Naoko Takahašiová    |
| 2001 | 2:08:47    | Joseph Ngolepus    | 2:19:46 | Naoko Takahašiová    |
| 2000 | 2:07:42    | Simon Biwott       | 2:26:15 | Kazumi Matsuo        |
| 1999 | 2:06:44    | Josphat Kiprono    | 2:20:43 | Tegla Loroupeová     |
| 1998 | 2:06:05    | Ronaldo da Costa   | 2:25:22 | Marleen Renders      |
| 1997 | 2:07:41    | Elijah Lagat       | 2:23:44 | Catherina McKiernan  |
| 1996 | 2:09:15    | Abel Antón         | 2:26:35 | Colleen deReuck      |
| 1995 | 2:07:02    | Sammy Lelei        | 2:25:37 | Uta Pippig           |
| 1994 | 2:08:31    | Antonio Pinto      | 2:25:15 | Katrin Dörreová      |
| 1993 | 2:10:57    | Xolile Yawa        | 2:26:20 | Renata Kokowska      |
| 1992 | 2:08:07    | David Tsebe        | 2:30:22 | Uta Pippig           |
| 1991 | 2:10:57    | Steve Brace        | 2:27:36 | Renata Kokowska      |
| 1990 | 2:08:16    | Steve Moneghetti   | 2:28:37 | Uta Pippig           |
| 1989 | 2:10:11    | Alfredo Shahanga   | 2:28:45 | Päivi Tikkanen       |
| 1988 | 2:11:45    | Suleiman Nyambui   | 2:29:16 | Renata Kokowska      |
| 1987 | 2:11:11    | Suleiman Nyambui   | 2:31:22 | Kerstin Pressler     |
| 1986 | 2:11:03    | Boguslaw Psujek    | 2:32:10 | Charlotte Teske      |
| 1985 | 2:11:43    | Jimmy Ashworth     | 2:34:10 | Magda Ilands         |
| 1984 | 2:13:35    | John Skovbjerg     | 2:39:32 | Agnes Jakab          |
| 1983 | 2:13:37    | Karel Lismont      | 2:40:32 | Karen Holdsworth     |
| 1982 | 2:14:47    | Domingo Tibaduiza  | 2:47:05 | Jean Lochhead        |
| 1981 | 2:15:42    | Ian Ray            | 2:47:24 | Angelika Stephan     |
| 1980 | 2:16:48    | Ingo Sensburg      | 2:47:18 | Gerlinde Puettmann   |
| 1979 | 2:21:09    | Ingo Sensburg      | 3:07:07 | Jutta von Haase      |
| 1978 | 2:20:03    | Michael Spoettel   | 2:57:09 | Ursula Blaschke      |
| 1977 | 2:16:21    | Norman Wilson      | 3:10:27 | Angelika Brandt      |
| 1976 | 2:23:08    | Ingo Sensburg      | 3:05:19 | Jutta von Haase      |
| 1975 | 2:47:08    | Ralf Bochroeder    | 3:59:15 | Christin Bochroeder  |
| 1974 | 2:44:53    | Guenter Hallas     | 3:22:01 | Jutta von Haase      |